# Девід Джайлз (яхтсмен)
Девід Джайлз (англ. David Giles, 27 вересня 1964) — австралійський яхтсмен.
Учасник Олімпійських Ігор 1992 року.